# ویکتوریانو لگیزامون
ویکتوریانو لگیزامون (اسپانیایی: Victoriano Leguizamón‎؛ ۲۳ مارس ۱۹۲۲ – ۷ آوریل ۲۰۰۷) بازیکن فوتبال اهل پاراگوئه بود.
از باشگاه‌هایی که در آن بازی کرده‌است می‌توان به باشگاه فوتبال لیبرتاد، باشگاه ورزشی الیمپیا، و باشگاه فوتبال بوکا جونیورز اشاره کرد.
وی همچنین در تیم ملی فوتبال پاراگوئه بازی کرده‌است.